# Ніколь (герцогиня Лотаринзька)
Ніко́ль Лотари́нзька (фр. Nicole de Lorraine; 3 жовтня 1608 — 20 лютого 1657) — герцогиня Лотаринзька і Барська в 1624—1625 роках.

## Життєпис
Походила з Другого Водемонського або Третього Лотаринзького дому. Старша донька Генріха II, герцога Лотарингії і Бара, та Маргарити Гонзага. Народилася 1608 року в Нансі. Спочатку планувався її шлюб з французьким дофіном Людовиком, але вбивство його батька короля Генріха IV в 1610 році завадило цьому.
Не маючи синів її батько прагнув передати трон доньці Ніколь, яку планував одружити зі своїм фаворитом Людовиком де Гізом, бароном д'Ансервілем. Втім під тиском лотаризької знаті відмовився від цього. Зрештою домовився зі своїм братом Франциском і небожем Карлом про шлюб останнього з Ніколь, але та повинна була стати повновладною герцогинею. 1621 року відбувся шлюб Ніколь й Карла.
В 1624 році після смерті батька Ніколь оголошується герцогинею. Втім її стрийко і свекор Франциск висунув свої претензії на трон. 21 листопада 1625 року Генеральні штати Лотарингії визнали його в якості герцога. Через 5 днів Франциск II зрікся на користь сина, який і став герцогом Лотарингії під ім'ям Карла IV.
Ніколь була повністю усунена від управління герцогством. Водночас у неї не склалися стосунки з чоловіком, який 1631 та 1635 року намагався з нею розлучитися, але Папський престол не дав на це згоди. 1634 року французькі війська окупували Лотарингію і Бар. Ніколь було відвезено до Парижу, де вона мешкала до самої смерті у 1657 році. Перебуваючи у Франції, активно листувалася з імперськими чиновниками та Папським престолом щодо визнання себе повновладною герцогинею та повернення їй Лотарингії, проте не встигла досягнути бажаного.